# Juventude Popular
A Juventude Popular (JP) é a organização política e autónoma de juventude do CDS-PP. Criada em 4 de Novembro de 1974, com o nome de Juventude Centrista (JC), destacou-se no Verão Quente de 1975 como intenso opositor aos movimentos de esquerda que tentavam construir em Portugal um projecto de inspiração socialista.
Adoptou o nome Juventude Popular (JP) em 1998, sob a presidência de Pedro Mota Soares.
Na actualidade, a Juventude Popular é uma das maiores juventudes partidárias de Portugal, contando com vários milhares de militantes e com uma forte implantação regional e concelhia. Sendo a mesma a que alberga maior número de militantes nos dois maiores pólos urbanos, Porto e Lisboa.

## Actividades
As actividades de maior destaque são:
- Escola de Quadros[8] – encontro anual de formação co-organizado com o CDS-PP, consiste numa série de conferências e debates, que conta com figuras de destaque a nível nacional, do campo académico, político, ou outro.
- Conselhos Nacionais[9] – reunião magna bianual dos militantes da JP onde são discutidos os assuntos internos da estrutura. Geralmente decorrem durante um fim-de-semana e terminam com um jantar de convívio.

## Prémios
Seja como recompensa pela dedicação daqueles que trabalham em prol da instituição, seja por incentivo ao bom trabalho, a Juventude Popular atribui anualmente 3 prémios distintos:
- Prémio Adelino Amaro da Costa[10] – distingue a estrutura concelhia da Juventude Popular que mais se destacou a nível nacional, durante o ano anterior.
- Prémio Nuno Krus Abecasis[11] – distingue a estrutura distrital da Juventude Popular que mais se destacou a nível nacional, durante o ano anterior.
- Prémio Ricardo Medeiros[12] – distingue o militante da Juventude Popular que mais se destacou nesse mesmo ano.

## Órgãos Nacionais

### Comissão Política Nacional
| Comissão Política Nacional | Comissão Política Nacional     |
| -------------------------- | ------------------------------ |
| Presidente                 | Francisco Camacho              |
|                            |                                |
| Secretário-Geral           | Tomás Amaro Monteiro           |
|                            |                                |
| Vice-Presidentes           | Francisco Garcia               |
| Vice-Presidentes           | Nuno Rafael Dias               |
| Vice-Presidentes           | Francisco Ramos                |
| Vice-Presidentes           | Rita Santana                   |
| Vice-Presidentes           | Diogo Meireles                 |
| Vice-Presidentes           | António Baptista               |
|                            |                                |
| Tesoureiro                 | Hristiyan-Alekzandar Rodrigues |
|                            |                                |
| Vogais                     | Tomás Almeida                  |
| Vogais                     | Marco Carvalho                 |
| Vogais                     | Marta Raimundo                 |
| Vogais                     | Nuno Sousa                     |
| Vogais                     | Rita Ramos                     |
| Vogais                     | Marta Varatojo                 |
| Vogais                     | Manuel Serralha                |
| Vogais                     | Bernardo Ribeiro               |
| Vogais                     | Francisco Palma                |
| Vogais                     | Francisco Tavares              |
| Vogais                     | Diana Alexandra Fedehyshyn     |
| Vogais                     | Dário Seguro Joaquim           |
| Vogais                     | Luís Sousa                     |
| Vogais                     | Tiago Mendes                   |
| Vogais                     | Ruben Felizardo                |
| Vogais                     | José Miguel Silva              |
| Vogais                     | José Carlos Pita               |
| Vogais                     | Daniela Santos                 |
| Vogais                     | João Archer                    |
|                            |                                |
| Coordenadora Autárquica    | Joana Mendes                   |
|                            |                                |
| JP Açores                  | Séfora Costa                   |
| JP Madeira                 | Pedro Pereira                  |

### Secretaria-Geral
| Secretaria-Geral                | Secretaria-Geral     |
| ------------------------------- | -------------------- |
| Secretário-Geral                | Tomás Amaro Monteiro |
|                                 |                      |
| Secretário-Geral Adjunto        | José Coutinho        |
|                                 |                      |
| Secretária-Geral Adjunta Norte  | Maria Enide Seixas   |
| Secretário-Geral Adjunto Centro | João Miguel Pais     |
| Secretário-Geral Adjunto Sul    | António Pinto Xavier |

### Mesa do Congresso Nacional
| Mesa do Congresso Nacional | Mesa do Congresso Nacional |
| -------------------------- | -------------------------- |
| Presidente                 | Hugo Nunes                 |
|                            |                            |
| Vice-Presidentes           | Catarina Marinho           |
| Vice-Presidentes           | Afonso de Lousada Moreira  |
|                            |                            |
| Secretária                 | Matilde Oliveira           |

### Mesa do Conselho Nacional
| Mesa do Conselho Nacional | Mesa do Conselho Nacional |
| ------------------------- | ------------------------- |
| Presidente                | Inês Vargas               |
|                           |                           |
| Vice-Presidentes          | Maria Miguel Resende      |
| Vice-Presidentes          | Alexandre Gencer          |
|                           |                           |
| Secretários               | Francisca Marques         |
| Secretários               | António Saldanha          |

### Comissão de Disciplina
| Comissão de disciplina | Comissão de disciplina   |
| ---------------------- | ------------------------ |
| Presidente             | Carolina Telles Ferreira |
|                        |                          |
| Vice-Presidente        | Mafalda Dourado Santos   |
|                        |                          |
| Secretário             | Francisco Quarenta       |

## Antigos presidentes

### Ex-Presidentes
- Caetano da Cunha Reis (interino) (1974–1976)
- Eduardo Urze Pires (1976–1977)
- Alexandre de Sousa Machado (1977–1979)
- Francisco Cavaleiro Ferreira (1979–1981)
- Jorge Goes (1981–1986)
- Manuel Monteiro (1986–1990)
- Martim Borges de Freitas (1990–1994)
- Nuno Correia da Silva (1994–1996)
- Pedro Mota Soares (1996–1999)
- João Pinho de Almeida (1999–2007)
- Pedro Moutinho (2007–2009)
- Michael Seufert (2009–2011)
- Miguel Pires da Silva (2011–2015)
- Francisco Rodrigues dos Santos (2015–2020)
- Francisco Mota (interino) (2020–2021)
- Francisco Camacho (2021–2025)